# Andrew Bryniarski
Andrew Bryniarski (Filadelfia, 13 febbraio 1969) è un attore e culturista statunitense, noto per aver interpretato Thomas Hewitt (Leatherface) nei film Non aprite quella porta e Non aprite quella porta - L'inizio.

## Filmografia

### Cinema
- Dragonfight, regia di Warren A. Stevens (1990)
- Hudson Hawk - Il mago del furto (Hudson Hawk), regia di Michael Lehmann (1991)
- Campioni di guai (Necessary Roughness), regia di Stan Dragoti (1991)
- Batman - Il ritorno (Batman Returns), regia di Tim Burton (1992)
- The Program, regia di David S. Ward (1993)
- Street Fighter - Sfida finale (Street Fighter), regia di Steven E. de Souza (1994)
- L'università dell'odio (Higher Learning), regia di John Singleton (1995)
- Ogni maledetta domenica - Any Given Sunday (Any Given Sunday), regia di Oliver Stone (1999)
- Pearl Harbor, regia di Michael Bay (2001)
- Rollerball, regia di John McTiernan (2002)
- The Lobo Paramilitary Christmas Special, regia di Scott Leberecht (2002)
- Scooby-Doo, regia di Raja Gosnell (2002)
- Black Mask 2: City of Masks, regia di Hark Tsui (2002)
- Non aprite quella porta (The Texas Chainsaw Massacre), regia di Marcus Nispel (2003)
- Curse - La maledizione (The Curse of El Charro), regia di Rich Ragsdale (2004)
- 7 Mummies (Seven Mummies), regia di Nick Quested (2006)
- Non aprite quella porta - L'inizio (The Texas Chainsaw Massacre: The Beginning), regia di Jonathan Liebesman (2006)
- Stiletto, regia di Nick Vallelonga (2008)
- Dracula - Le origini (Dracula's Guest), regia di Michael Feifer (2008)
- Chasing 3000, regia di Gregory J. Lanesey (2010)
- Mother's Day, regia di Darren Lynn Bousman (2010)
- L'odio che uccide (Some Kind of Hate), regia di Adam Egypt Mortimer (2015)
- Sky, regia di Fabienne Berthaud (2015)
- Chuck Hank and the San Diego Twins, regia di Jonathan Keevil (2017)
- 2016, regia di Gary Anthony Sturgis (2017)
- American Dresser, regia di Carmine Cangialosi (2018)

### Televisione
- Cyborg 3: The Recycler, regia di Michael Schroeder (1994)
- 44 Minutes: The North Hollywood Shoot-Out, regia di Yves Simoneau (2003)
- Bachelor Party Vegas, regia di Eric Bernt (2006)

### Serie TV
- Avvocati a Los Angeles (L.A. Law) – serie TV, episodio 6x04 (1991)
- Renegade – serie TV, episodio 3x08 (1994)
- Lois & Clark - Le nuove avventure di Superman (Lois & Clark: The New Adventures of Superman) – serie TV, episodio 3x10 (1995)
- Conan – serie TV, episodio 1x03 (1997)
- Sentinel (The Sentinel) – serie TV, episodio 3x12 (1998)
- Night Man – serie TV, episodi 2x07-2x19 (1998-1999)
- G vs E – serie TV, episodio 1x9 (1999)
- Firefly – serie TV, episodio 1x01 (2002)
- Senza traccia (Without a Trace) – serie TV, episodio 3x12 (2005)
- Burn Notice - Duro a morire (Burn Notice) – serie TV, episodio 4x01 (2010)
- Chopper – serie TV, episodi 1x1-1x5-1x6 (2011-2012)

## Doppiatori italiani
- Claudio Fattoretto in Non aprite quella porta - L'inizio
- Roberto Draghetti in Burn Notice - Duro a morire
- Giorgio Locuratolo in The Program